# Наука в Башкортостане
Наука в Башкортостане — история и современное состояние науки в Республике Башкортостан.

## История
В лечении многих заболеваний башкиры использовали мёд, кумыс, езду на лошадях. Познания башкир в рудоплавке помогали разведать рудные месторождения и строить рудоплавительные заводы в Башкирии в XVII—XVIII веках.
Российской академией наук с целью изучения территории, природных богатств, населения, исторических памятников Южного Урала в составе Российской империи в 1768—1774 годах были направлены академические экспедиции в составе академиков П. С. Палласа, И. Г. Георги, И. И. Лепёхина, И. П. Фалька. Большое значение в экспедициях придавалось обследованию и оценке экономического состояния края, разведке полезных ископаемых, топографическим съёмкам, ботаническим и географическим исследованиям. Изучались металлургические и горнорудные заводы края, башкирские промыслы. Впервые было произведено систематическое описание хозяйства, быта, обычаев и верований тюркских, славянских, финно-угорских народов Урало-Поволжья.
В изучение истории обычаев башкирского народа, культуры и языка внесли большой вклад и башкирские учёные просветители. Так М. Бекчурин (Бикчурин, Биксурин), составил сравнительный словарь башкирского языка. М. Куватов и С. Батыршин опубликовали образцы башкирского фольклора, этнографы М. Баишев и В. Юлуев внесли весомый вклад и изучение истории народа. М. Султанов издал сборник башкирских и татарских мелодий, врач и филолог М. Кулаев разработал азбуку для башкир на базе русской графики и составил грамматику башкирского языка по типу европейских.
В 1919—1937 годах в Уфе работал Уфимский физический институт — научно-исследовательское и учебно-вспомогательное учреждение областного значения (директор- К. П. Краузе), который фактически подготовил открытие кафедр естественных наук будущих высших учебных заведений в республике. В УФИ работали такие учёные, как Л. Л. Васильев (физиолог), Н. Г. Пономарёв (астроном), Е. Н. Грибанов (радиофизик), Е. М. Губарев (биохимик), А. Н. Глазырин (специалист в области методики физики) и др. В 1937 году некоторые сотрудники УФИ были арестованы, а институт был закрыт, о его существовании долгие годы не принято было говорить.
В 20-х годах XX века в Башкирии имелся научный потенциал области естественных и гуманитарных наук, основой для которых были исследования краеведческих обществ.
В 1922 году научный отдел Наркомпроса Башкирской АССР утвердил положение о научном «Обществе по изучению быта, культуры и истории Башкирии». В обществе было три секции: лингвистическая, этнографическая и историческая. Издавались три краеведческих сборника: «Башкорт аймагы», «Башкирский краеведческий сборник» и «Хозяйство Башкирии». В сборниках освещались различные вопросы истории, быта, культуры и языка башкир. В 1920-х годах известность своими исследованиями обретают археолог М. И. Касьянов, этнограф Г. Ф. Вильданов, языковед К. З. Ахмеров и лингвист З. Ш. Шакиров.
Кроме «Общества по изучению Башкирии» в республике научной деятельностью занимались Центральный краеведческий музей революции, истпарт, центральный архив. Ими было собраны исторические материалы, подготовлены десятки воспоминаний. Руководил всей научной работой отдел Наркомпроса БАССР, переименованный в Академцентр. Председателем Академцентра был назначен Х. Ш. Сюнчелей.
Основная работа центра была связана с созданием нового башкирского алфавита и изданием учебников по различным дисциплинам для школ I и II ступеней.
В 1930 годах был создан Башкирский комплексный научно-исследовательский институт, организованы научные центры Башкирского научно-исследовательского института социалистической реконструкции сельского хозяйства и Почвенно-ботанический институт, Башкирский научно-исследовательский институт национальной культуры, Институт марксистско-ленинской педагогики и Научно-исследовательский институт промышленности.
Во время Великой Отечественной войны в Башкирию были эвакуированы учреждения АН СССР, АН УССР, вузы Москвы. Они заложили основы для создания в республике центра фундаментальной науки, расширения сети академической науки, ВУЗов. В 1943 году Совнарком БАССР в письме секретарю ЦК ВКП(б) Г. М. Маленкову поставил вопрос об организации в г. Уфе Башкирского филиала Академии наук СССР.
В 1951 году был создан Башкирский филиал Академии наук СССР, объединивший Горно-геологический и Биологический институты, Институт истории языка и литературы, отделы органической химии и экономических наук. Организованы Институт химии, отделы биохимии и цитохимии, физики и математики, Ботанический сад. Филиал был плохо укомплектован научными кадрами(на 61 %, руководящими и ведущими научными работниками на 46 %). Совет Министров БАССР просил Президиум Академии наук СССР командировать для работы в г. Уфе высококвалифицированных учёных различных отраслей науки.
В 60-70-е годы в республике получили развитие математика (теория функций, дифференциальные уравнения, вычислительная математика). Для повышения уровня развития физики и математики в Уфу из Москвы был приглашён известный математик член-корреспондент АН СССР Леонтьев, Алексей Фёдорович, который приехал в Уфу в 1971 году вместе с группой своих учеников — В. В. Напалковым, В. П. Громовым, Ю. Н. Фроловым. За шестнадцать лет (1971—1997 гг.) пребывания в Башкирии А. Ф. Леонтьев проделал огромную работу как в области математики, так по организации обучения — на математическом факультете Башкирского госуниверситета (ныне Уфимский университет науки и технологий) он создал аспирантуру, научный семинар, подготовил большую группу кандидатов и докторов наук, проводил симпозиумы по теории функций, организовал совет по защитам диссертаций.
Развивались перспективные разделы физики (молекулярная физика, теоретическая физика, теория ферро- и антиферромагнетиков), нефтехимия, химия полимеров, молекулярная биология и генетика, региональная экономика, изучение этнографии башкир и башкирского языка.

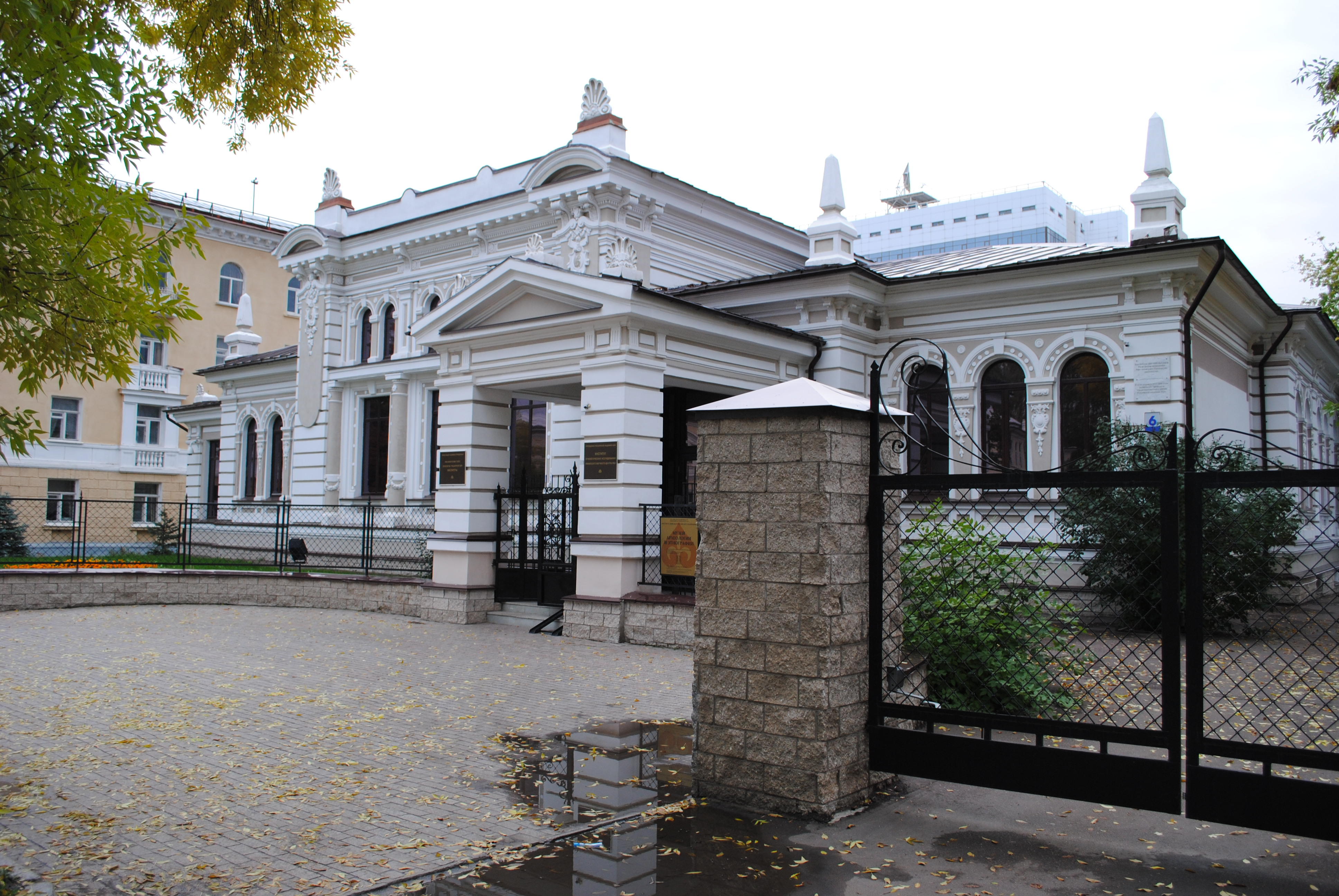
Институт этнологических исследований Уфимского научного центра РАН

После освоения Арланского и Туймазинского месторождений нефти республика заняла ведущее мест по её добыче. Были построены крупные химические и нефтехимические предприятия в Стерлитамаке, Салавате и Уфе. Башкирская АССР представляла собой ведущий индустриально-аграрный регион с мощным производственным, сырьевым потенциалом, разветвлённой системой связи, коммуникаций и энергетики в масштабах России, СССР. В ней были сосредоточены крупнейшие в Европе предприятия нефтепереработки, нефтехимии, химии, ВПК, цветной и чёрной металлургии. В конце 1980-х гг. в БАССР функционировало 125 из 184 отраслей сферы материального производства. По показателям совокупного общественного продукта Башкирия опережала все автономные образования и занимала соответственно шестое-седьмое места среди союзных республик.
Спрос на развитие топливно-энергетического комплекса привёл к тому, что в Республике получила сильное развитие профилирующая наука химия и нефтехимия. В 1960-начало 1970-х годов комплектование институтов и отделов филиала на 20-25 % осуществлялось за счёт приглашения ведущих учёных (докторов и кандидатов наук) из центральных учреждений АН СССР. Восстановление деятельности Башкирского филиала АН СССР способствовало открытию аспирантуры по многим специальностям и организации диссертационных советов. Со второй половины 1970-х гг. основные потребности в научных кадрах, особенно по химическим, биологическим, геологическим и филологическим наукам, стали удовлетворяться главным образом за счёт собственных возможностей.
Основные усилия научных учреждений Башкирии были направлены на развёртывание комплекса химических исследований, связанных с продуктами органического происхождения, нефтехимии и катализа, создание ракетного топлива. Вместе с тем был обеспечен высокий уровень развития геологии и биологии, созданы большие возможности для развития математики и исследований в области физики и машиностроения. Большой вклад в академическую науку химию внёс академик Г. А. Толстиков. В годы его руководства институтом химии (1977—1993 гг.) институт стал ведущим научным учреждением химического профиля в системе РАН.
Учёные-историки республики занимались также историей академической науки в Башкортостане. В 1950-х годах были изданы труды по истории республики, в которых значительное место занимали вопросы создания научно-исследовательских учреждений в различных областях промышленности, сельского хозяйства и медицины, подготовки научных кадров, в 1960—1970-х — исследования по истории Башкирии, с материалами по истории науки, в том числе академической. Это «История Уфы», в которой выделяются этапы становления столицы Башкирии как крупного научного центра страны, труд «Наука в Советской Башкирии за 50 лет», в котором уделено значительное внимание Башкирскому филиалу АН СССР и предыстории его создания, 1980-х годах — изучается процесс становления и развития регионального академического учреждения, его роль в формировании основных направлений научных исследований в Башкирии рассмотрены и обобщены в статьях и выступлениях руководителей БФ АН СССР. В 1990—2000-х годах — изучается роль Академии наук в Республике. Интеллектуальный потенциал Башкортостана изучал академик РАН Р. И. Нигматулин.

## Современная наука

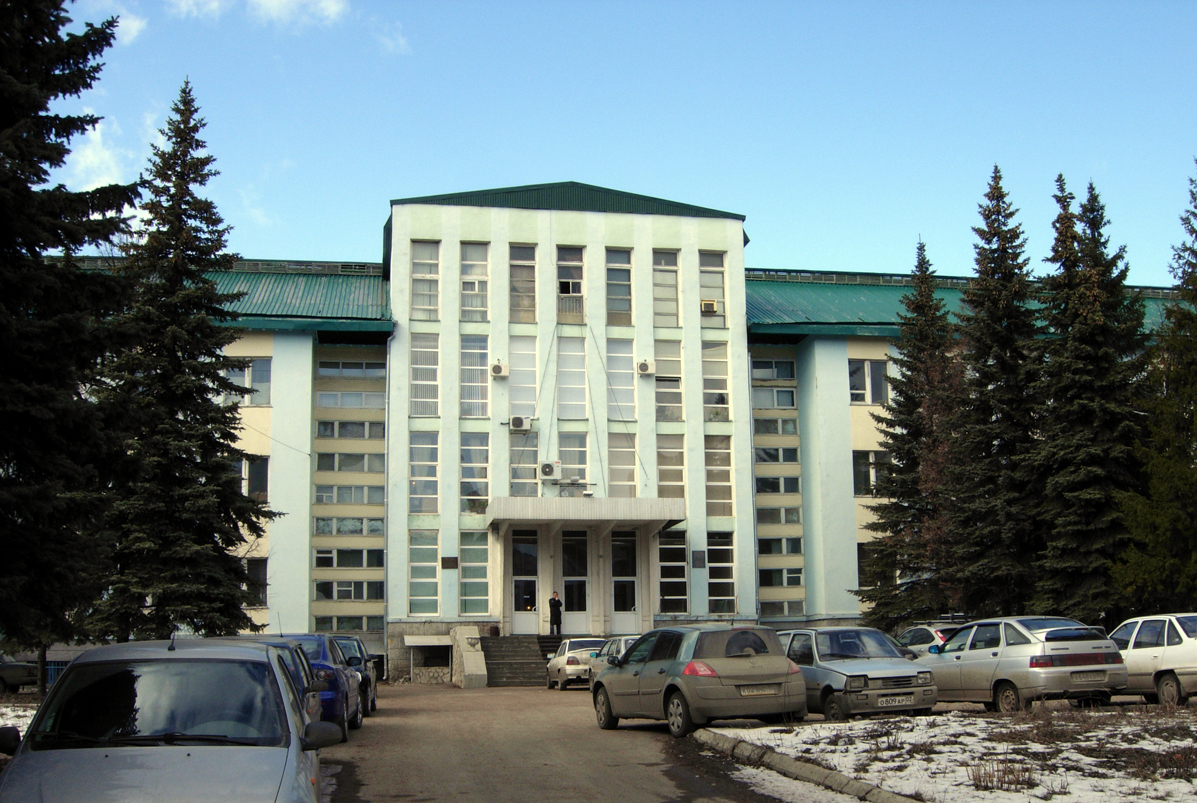
Институт органической химии УНЦ РАН

Научные исследования ведутся в вузах республики, отраслевых научно-исследовательских институтах. В них работает более 250 докторов и 2,5 тыс. кандидатов наук.
Учёные Башкортостана внесли вклад в изучении геологию края, в разведку нефтяных, газовых и рудных месторождений, в науку биологии растений, районировании и повышении урожайности культур.
В Башкирском НИИСХ проводятся работы селекции и семеноводству, по созданию и размножению ранне- и среднеспелых, адаптивных, высокопродуктивных культур.
В республике проведены фундаментальные исследования по истории края и истории башкир, по башкирской филологии, археологии, этнографии и фольклористике. Из учёных башкир большой вклад в науку внесли доктор геолого-минералогических наук К. Р. Тимергазин, профессора-лингвисты Дж. Г. Киекбаева (родоначальник современной башкирской школы урало-алтайских языков) и К. З. Ахмерова, член-корреспондент АН СССР С. Рафиков, доктора исторических наук Р. Г. Кузеев и Р. Г. Кузеев, доктор биологических наук М. Бурангулова, доктора сельскохозяйственных наук В. Г. Гирфанов и С. Тайчинова, врач-офтальмоголог профессор Г. Х. Кудояров (изучение эпидемиологии, клиники, патоморфологии трахомы), профессора-филологи А. И. Харисов, А. Н. Киреев, Г. Б. Хусаинов, историки — С. Ф. Касимов и др.
Сейчас в Башкирии около 80 научно-исследовательских институтов, конструкторских бюро. В них занято около 33 тыс. человек, в том числе 7 тысяч научных сотрудников. Среди них два члена корреспондента, 170 докторов и 2500 кандидатов наук.
В 1951 году был создан Башкирский филиал АН СССР. Создание филиалов способствовало укреплению положения в республике академической науки. При Хрущёве Башкирский филиал АН СССР был упразднён. Отсутствие координационного центра и руководства со стороны Академии наук отрицательно сказалось в дальнейшем на результатах исследовательской работы институтов, в их планах стала преобладать отраслевая тематика. К началу 1970-х годов Башкирия стала крупнейшим химическим и нефтехимическим центров СССР. Экономика республики могла успешно развиваться дальше, опираясь только на крупную научную базу, поэтому Башкирский филиал Академии наук был восстановлен.

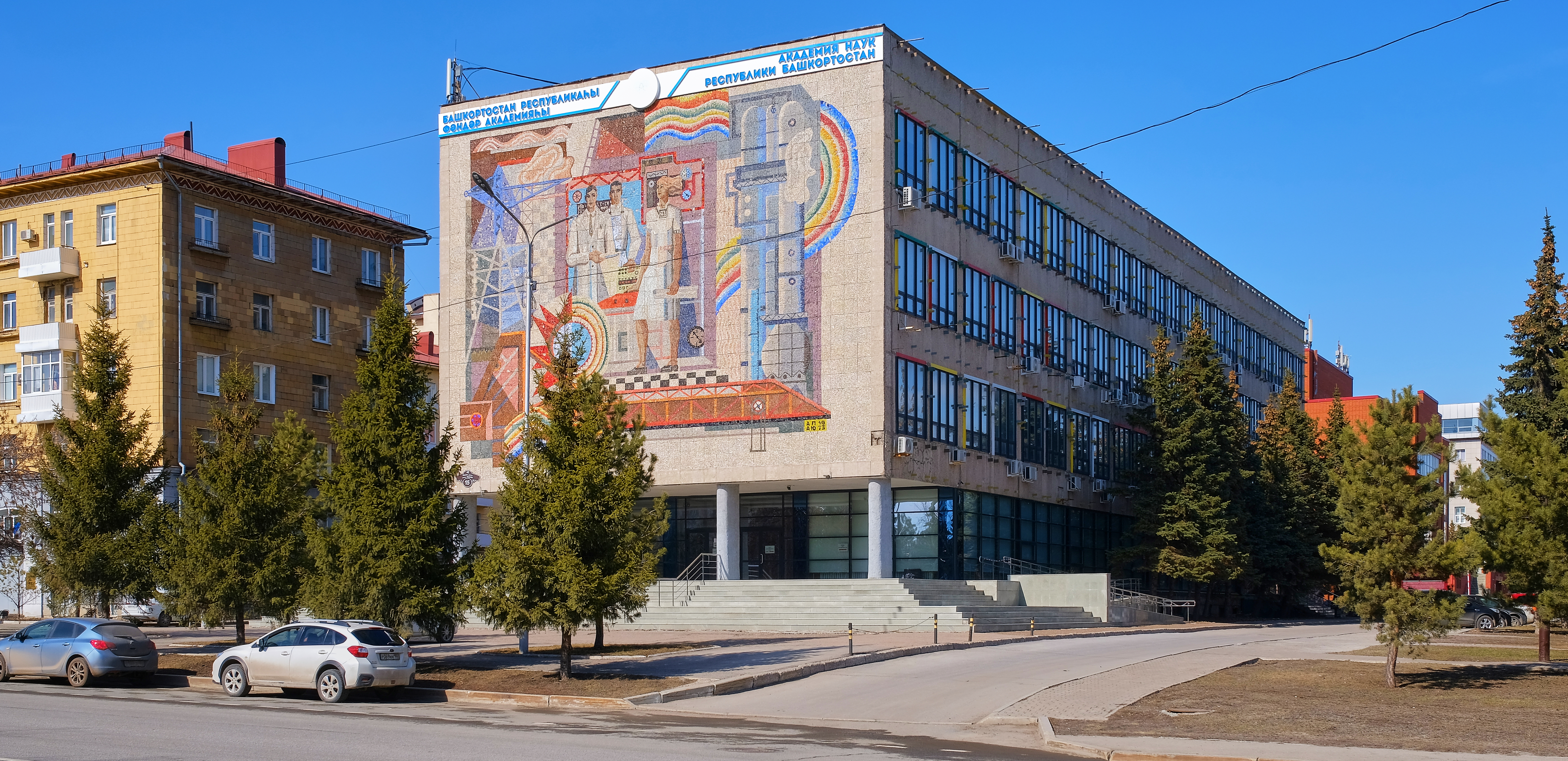
Здание Академии наук РБ

В 1991 году в Башкортостане была учреждена Академия наук Башкирской ССР. На Академию наук БССР была возложена координация фундаментальных исследований по ведущим направлениям общественных, естественных и технических наук, эффективного использования научных, научно-технических и культурных достижений на практике.
Академия была создана составе 20 действительных членов (академиков), 40 членов-корреспондентов Академии наук Башкирской ССР. В её состав вошли отделения: гуманитарных наук, физико-математических и технических наук, химико-технологических наук, биологических, медицинских и сельскохозяйственных наук, наук о земле и экологии.
Первым президентом Академии наук Башкортостана был избран академик АН Башкортостана, директор института проблем сверхпластичности металлов О. А. Кайбышев, Вице-президентами: Р. Н. Гимаев — академик, А. Г. Гумеров — академик, В. В. Напалков — академик АН РБ, член-корреспондент РАН. По научным направления избраны: А. В. Бакиев — отделение физико-математических и технических наук, Р. Ш. Магазов, У. Г. Гусманов — отделение биологических, медицинских и сельскохозяйственных наук, Р. Н. Гимаев — отделение химико-технологических наук, М. А. Камалетдинов — отделение наук о Земле и экологии, З. Г. Ураксин — отделение гуманитарных наук.
Научные успехи в Башкортостане связаны с именами учёных Г. А. Толстикова (труды в области металлокомплексного катализа и органического синтеза), М. С. Юнусова (биоорганическая химия, антиаритмическое средство Аллапинин), В. Н. Одинокова, Ю. Б. Монакова, А. Ф. Леонтьева (теория функций комплексной переменной), В. В. Напалкова, Р. И. Нигматуллина и др.
Проблемами этногенеза и этнической истории башкир, изучением их традиционного хозяйства и социальной структуры занимался профессор БГУ Янгузин, Рим Зайнигабитович.
В научном издательстве «Башкирская энциклопедия» изданы труды по истории Башкортостана, толковые и орфографические словари башкирского языка, краткая и полная в 7 томах энциклопедии Башкортостана. В энциклопедиях в сжатой форме дана обширная информация о научной жизни республики.

## Высшие учебные заведения Башкортостана

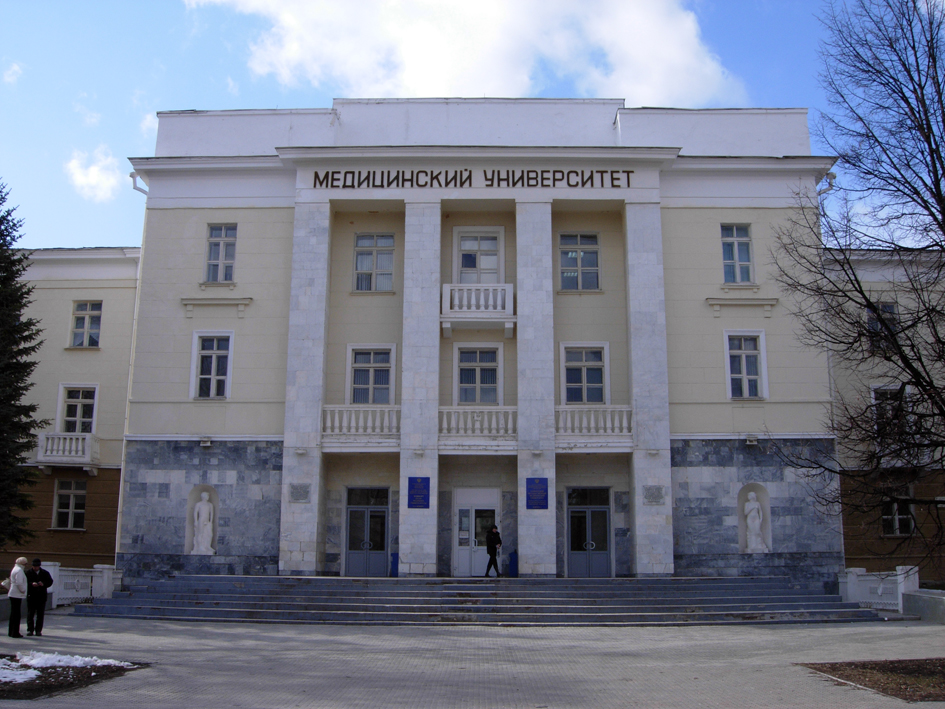
Медицинский университет в Уфе

- Башкирский государственный университет (БашГУ), (ныне Уфимский университет науки и технологий)
- Уфимский государственный авиационный технический университет (УГАТУ), (ныне Уфимский университет науки и технологий)
- Уфимский государственный университет экономики и сервиса (УГУЭС)
- Уфимский государственный нефтяной технический университет (УГНТУ)
- Башкирский государственный медицинский университет (БГМУ)
- Башкирский государственный аграрный университет (БГАУ)
- Башкирский государственный педагогический университет (БГПУ) — обладает крупнейшей в стране коллекцией водорослей и цианобактерий
- Башкирская академия государственной службы и управления при Президенте Республики Башкортостан, (БАГСУ)
- Уфимский юридический институт МВД России, (УЮИ МВД РФ)
- Стерлитамакская государственная педагогическая академия имени Зайнаб Биишевой (до 2012 г. С 2012 г. в составе Стерлитамакского филиала БашГУ, ныне Уфимский университет науки и технологий)

## Научные периодические издания
- Журнал «Вестник Академии наук Республики Башкортостан»
- Журнал «Ватандаш» (Соотечественник)
- Журнал «Ядкар» (Духовное наследие)
- Научно-технический журнал «Нефтегазовое дело»
- Научное интернет издание «Нефтегазовое дело»[6].